# Karl Corneliusson
Björn Karl Håkan Corneliusson (ur. 17 listopada 1976 w Göteborgu) – szwedzki piłkarz występujący na pozycji obrońcy. 

## Kariera klubowa
Corneliusson jako junior grał w zespołach Masthuggets BK, Göteborgs FF oraz Örgryte IS. W 1994 roku został włączony do pierwszej drużyny Örgryte, grającej w drugiej lidze. W tym samym roku awansował z nią do pierwszej ligi, a w 1998 roku dotarł do finału Pucharu Szwecji. W 1999 roku przeszedł do także pierwszoligowego zespołu AIK Fotboll. W tym samym roku wywalczył z nim wicemistrzostwo Szwecji oraz Puchar Szwecji. Graczem AIK był przez pięć sezonów.
Na początku 2004 roku Corneliusson przeszedł do włoskiej Salernitany, występującej w Serie B. Na sezon został wypożyczony do SSC Napoli z Serie C1. Potem wrócił do Salernitany, również grającej już w tej lidze. W 2005 roku przeszedł do szwedzkiego pierwszoligowca - Landskrona BoIS. W tym samym roku spadł z nim do drugiej ligi. W Landskronie grał do 2007 roku.
W kolejnych latach Corneliusson grał jeszcze w zespołach Lilla Torg FF, BK Skottfint oraz Stenungsunds IF, występujących w niższych ligach Szwecji. W 2014 roku zakończył karierę.

## Kariera reprezentacyjna
W reprezentacji Szwecji Corneliusson zadebiutował 4 lutego 2000 w zremisowanym 1:1 meczu Mistrzostw Nordyckich z Norwegią. 28 lutego 2001 w wygranym 3:0 towarzyskim pojedynku z Maltą strzelił swojego jedynego gola w kadrze.
W latach 2000–2001 w drużynie narodowej rozegrał 9 spotkań.